# کوت-نور
کوت-نور (به انگلیسی: Côte-Nord) یک منطقهٔ مسکونی در کانادا است که در استان کبک واقع شده‌است. کوت-نور ۳۰۰٬۲۸۱٫۸۳ کیلومتر مربع مساحت و ۹۴٬۷۶۶ نفر جمعیت دارد.